# Синевки
Синевките (Lycaenidae) са семейство дневни пеперуди. Те са широко разпространени и включват над 6000 вида, съставящи около 40 % от видовото разнообразие от пеперуди.

## Описание
Възрастните са малки, обикновено до 5 cm, ярко оцветени, понякога с метален блясък. Съществува добре изразен полов диморфизъм.
Интересен факт е, че ларвите на голяма част от видовете са приспособени да живеят в мравуняци. Те са във вид симбиотични отношения с мравките, като биват изхранвани от своите гостоприемници. В същото време ларвата отделя сладък сок от жлези в дорзалната част на тялото. Предполага се, че отделят и феромони, благодарение на които биват обслужвани от мравките.

## Класификация
Интересен факт е, че няколко вида от това семейство са описани от руския писател Владимир Набоков: Cyclargus Nabokov, 1945; Echinurgus Nabokov, 1945; Carterocaphalus canopunctatus Nabokov, 1941; Cyclargus ammon erembis NABOKOV, 1948 и други. 
Семейството се подразделя на следните подсемейства:
- Curetinae
- Liphyrinae
- Lipteninae
- Lycaeninae Leach, 1815
- Miletinae
- Polyommatinae Swainson, 1827[4]
- Poritiinae
- Theclinae Swainson, 1831